# Georg Wilhelm von Reischach

Georg Wilhelm von Reischach

Georg Wilhelm von Reischach und Reichenstein (* 11. November 1673; † 10. Januar 1724 in Kirchheim unter Teck) war ein württembergischer Staatsbeamter.

## Leben
Reischach war ein Sohn des württembergischen Hofrats und Kammermeisters Georg Heinrich von Reischach und dessen Frau Floriana Elisabetha, geb. Truchseß von Höfingen. Nach dem Besuch des Gymnasiums in Stuttgart studierte er ab 1688 Rechtswissenschaften an der Universität Tübingen. Auf der anschließenden Studienreise, die ihn unter anderem nach Leipzig und Halle führte, lernte er die Theologen Joachim Justus Breithaupt und August Hermann Francke kennen. Nach der üblichen Kavalierstour wurde er zum Kammerjunker ernannt und später in das württembergische Regierungsrats-Kollegium aufgenommen. Reischach war 1706 an der Intrige beteiligt, mit der Wilhelmine von Grävenitz als Mätresse des Herzogs Eberhard Ludwig lanciert wurde.
Georg Wilhelm von Reischach war Erster Gesandter beim Schwäbischen Reichskreis und zuletzt Obervogt zu Kirchheim/Teck. 1720 wurde er zum Kaiserlichen Wirklichen Reichshofrat ernannt.
Seine letzte Ruhestätte fand er in der Martinskirche zu Kirchheim unter Teck.

## Besitz
Reischach war Herr zu Nußdorf, Eberdingen und Riet, das er 1709 als württembergisches Lehen erhielt. 1711 verlieh ihm Herzog Eberhard Ludwig auch den Frucht- und Weinzehnten zu Heimerdingen, der bis Mitte des 19. Jahrhunderts im Besitz der Familie blieb.

## Familie
1698 heiratete Reischach Agnes Louisa Kunigunda von Gaisberg (* 1680; † 1728), eine Tochter des Johann Sebastian von Gaisberg zu Schaubeck und Kleinbottwar, und der Maria Catharina von Kaltental. Aus der Ehe gingen vier Kinder hervor:
- Johann Wilhelm Eberhard von Reischach, * 2. September 1699, † 18. Juli 1749, württ. Kammerherr, Regierungsrat und Obervogt zu Blaubeuren
- Magdalena Elisabetha von Reischach, * 20. Februar 1701, verh. mit Ernst Conrad von Gaisberg
- Maria Charlotta von Reischach, * 16. Februar 1702, † 1702
- Georg Heinrich von Reischach, * 13. Dezember 1706, † 25. Dezember 1739[7], Obrist des Schwäbischen Kreises, württ. Generaladjutant, Kammerherr; wurde von einem Bediensteten auf der Jagd erschossen

## Auszeichnungen
- Ritter des Kgl. Preußischen Ordens der Generosité
- Württembergischer St.-Hubertus-Jagdorden